# Westermannia poupa
Westermannia poupa är en fjärilsart som beskrevs av Holloway 1979. Westermannia poupa ingår i släktet Westermannia och familjen trågspinnare. Inga underarter finns listade i Catalogue of Life.